# Chung kết Cúp EFL 2025
Trận chung kết Cúp EFL 2025 là trận chung kết của Cúp EFL 2024–25. Trận đấu diễn ra giữa Newcastle United và Liverpool tại Sân vận động Wembley ở London, Anh, vào ngày 16 tháng 3 năm 2025.
Newcastle United giành chiến thắng với tỷ số 2–1 để giành chức vô địch Cúp EFL đầu tiên, danh hiệu đầu tiên kể từ Cúp Inter-Cities Fairs 1968–69 và danh hiệu quốc nội đầu tiên kể từ Cúp FA 1954–55.

## Đường đến trận chung kết

### Newcastle United
| Vòng                                        | Đối thủ                | Tỉ số        |
| ------------------------------------------- | ---------------------- | ------------ |
| 2                                           | Nottingham Forest (SK) | 1–1 (4–3 p.) |
| 3                                           | AFC Wimbledon (SN)     | 1–0          |
| 4                                           | Chelsea (SN)           | 2–0          |
| TK                                          | Brentford (SN)         | 3–1          |
| BK                                          | Arsenal (SK)           | 2–0          |
| BK                                          | Arsenal (SN)           | 2–0          |
| Chú thích: (SN) = Sân nhà; (SK) = Sân khách |                        |              |

Là một câu lạc bộ Ngoại hạng Anh không tham gia bất kỳ giải đấu UEFA nào, Newcastle United tham gia ở vòng 2, nơi họ được bốc thăm làm khách trước câu lạc bộ Ngoại hạng Anh Nottingham Forest. Trận đấu được diễn ra tại City Ground vào ngày 28 tháng 8 năm 2024, nơi Newcastle thắng 4–3 trên chấm phạt đền sau khi hòa 1–1. Ở vòng 3, họ được bốc thăm gặp câu lạc bộ EFL League Two AFC Wimbledon, diễn ra tại St James' Park vào ngày 1 tháng 10. Trận đấu kết thúc với tỷ số 1–0, với bàn thắng quyết định của Newcastle đến từ quả phạt đền của hậu vệ Fabian Schär ở phút bù giờ đầu tiên của hiệp một. Trận đấu ban đầu được lên lịch tổ chức tại Wimbledon vào ngày 24 tháng 9, nhưng đã bị hoãn lại và chuyển sang Newcastle do sân vận động Plough Lane của Wimbledon bị ngập lụt. Ở vòng 4, Newcastle được bốc thăm trên sân nhà để đối đầu với câu lạc bộ Ngoại hạng Anh và là đội vào chung kết năm 2024 Chelsea, với trận đấu được diễn ra tại St James' Park vào ngày 30 tháng 10. Trận đấu chứng kiến Newcastle đánh bại Chelsea với tỷ số 2–0, với các bàn thắng của Alexander Isak và một bàn phản lưới nhà của hậu vệ Chelsea Axel Disasi.
Ở vòng tứ kết, Newcastle được bốc thăm trên sân nhà để tiếp câu lạc bộ Premier League Brentford, trận đấu diễn ra tại St James' Park vào ngày 18 tháng 12. Hai bàn thắng của Sandro Tonali đã truyền cảm hứng cho Newcastle giành chiến thắng 3–1, với Schär cũng ghi tên mình lên bảng tỷ số, giúp họ giành một suất vào bán kết. Ở đó, họ sẽ đối đầu với câu lạc bộ Premier League Arsenal trong hai lượt trận, với trận lượt đi diễn ra trên sân khách tại Sân vận động Emirates vào ngày 7 tháng 1 năm 2025. Newcastle đã gây sốc khi đánh bại Arsenal với tỷ số 2–0 với các bàn thắng của Isak và Anthony Gordon, đủ để Chích chòe có được lợi thế hai bàn thắng cho trận lượt về. Trận lượt về được diễn ra tại St James' Park vào ngày 5 tháng 2, nơi Newcastle lặp lại tỷ số trận lượt đi với chiến thắng 2–0, nhờ các bàn thắng của Gordon và Jacob Murphy, khi Newcastle giành chiến thắng chung cuộc 4–0 ở trận bán kết để lọt vào trận chung kết thứ hai trong ba mùa giải.

### Liverpool
| Vòng                                      | Đối thủ                     | Tỉ số |
| ----------------------------------------- | --------------------------- | ----- |
| 3                                         | West Ham United (SN)        | 5–1   |
| 4                                         | Brighton & Hove Albion (SK) | 3–2   |
| TK                                        | Southampton (SK)            | 2–1   |
| BK                                        | Tottenham Hotspur (SK)      | 0–1   |
| BK                                        | Tottenham Hotspur (SN)      | 4–0   |
| Ghi chú: (SN) = Sân nhà; (SK) = Sân khách |                             |       |

Với tư cách là một câu lạc bộ Premier League tham gia các giải đấu của UEFA, Liverpool bước vào vòng 3, nơi họ được bốc thăm trên sân nhà để tiếp đón câu lạc bộ Ngoại hạng Anh khác là West Ham United. Trận đấu được diễn ra tại Anfield vào ngày 25 tháng 9 năm 2024, nơi Liverpool giành chiến thắng 5–1 nhờ các bàn thắng của Diogo Jota, Mohamed Salah và Cody Gakpo. Ở vòng 4, họ được bốc thăm làm khách trên sân của câu lạc bộ Ngoại hạng Anh Brighton & Hove Albion, diễn ra tại Sân vận động Falmer vào ngày 30 tháng 10 năm 2024. Trận đấu kết thúc với chiến thắng 3–2 cho Liverpool, với Gakpo và Luis Díaz là những người ghi bàn.
Ở vòng tứ kết, Liverpool được bốc thăm làm khách trên sân của câu lạc bộ Premier League Southampton, thi đấu tại Sân vận động St Mary vào ngày 18 tháng 12 năm 2024. Liverpool đã ghi được chiến thắng 2–1 với các bàn thắng đến từ Darwin Núñez và Harvey Elliott. Ở vòng bán kết, được chơi theo thể thức hai lượt, Liverpool đã được bốc thăm làm khách trên sân của câu lạc bộ Premier League Tottenham Hotspur với trận lượt đi diễn ra trên sân khách tại Sân vận động Tottenham Hotspur vào ngày 8 tháng 1 năm 2025. Tottenham đã giành chiến thắng với tỷ số 1–0 sau bàn thắng muộn của Lucas Bergvall, trong một trận đấu đầy tranh cãi sau khi Liverpool tuyên bố rằng Bergvall đáng bị rút thẻ đỏ vì thẻ vàng thứ hai trước khi bàn thắng được ghi. Trận lượt về diễn ra tại Anfield vào ngày 6 tháng 2, nơi Liverpool đã thể hiện màn trình diễn áp đảo để giành chiến thắng 4–0, với các bàn thắng đến từ Gakpo, Salah, Dominik Szoboszlai và Virgil van Dijk. Kết quả là Liverpool đã giành chiến thắng với tổng tỷ số 4–1 để tiến vào trận chung kết Cúp EFL lần thứ hai liên tiếp và là trận thứ ba trong bốn mùa giải.

## Trận đấu

### Chi tiết
| Liverpool    | 1–2      | Newcastle United      |
| ------------ | -------- | --------------------- |
| Chiesa 90+4' | Chi tiết | - Burn 45' - Isak 52' |

| Liverpool | Newcastle United |

| GK          | 62 | Caoimhín Kelleher   |       |     |
| RB          | 78 | Jarell Quansah      |       |     |
| CB          | 5  | Ibrahima Konaté     |       | 57' |
| CB          | 4  | Virgil van Dijk (c) |       |     |
| LB          | 26 | Andrew Robertson    |       |     |
| CM          | 38 | Ryan Gravenberch    |       | 74' |
| CM          | 10 | Alexis Mac Allister |       | 67' |
| RW          | 11 | Mohamed Salah       |       |     |
| AM          | 8  | Dominik Szoboszlai  |       |     |
| LW          | 7  | Luis Díaz           |       | 74' |
| CF          | 20 | Diogo Jota          |       | 57' |
| Dự bị:      |    |                     |       |     |
| GK          | 1  | Alisson             |       |     |
| DF          | 21 | Kostas Tsimikas     |       |     |
| MF          | 3  | Wataru Endō         |       |     |
| MF          | 17 | Curtis Jones        |       | 57' |
| MF          | 19 | Harvey Elliott      |       | 74' |
| MF          | 53 | James McConnell     |       |     |
| FW          | 9  | Darwin Núñez        |       | 57' |
| FW          | 14 | Federico Chiesa     | 90+8' | 74' |
| FW          | 18 | Cody Gakpo          |       | 67' |
| HLV trưởng: |    |                     |       |     |
| Arne Slot   |    |                     |       |     |

| GK          | 22 | Nick Pope           | 90'   |     |
| RB          | 2  | Kieran Trippier     |       |     |
| CB          | 5  | Fabian Schär        |       |     |
| CB          | 33 | Dan Burn            |       |     |
| LB          | 21 | Tino Livramento     |       |     |
| CM          | 39 | Bruno Guimarães (c) |       |     |
| CM          | 8  | Sandro Tonali       | 90+9' |     |
| CM          | 7  | Joelinton           |       |     |
| RF          | 23 | Jacob Murphy        |       | 90' |
| CF          | 14 | Alexander Isak      |       | 81' |
| LF          | 11 | Harvey Barnes       |       | 81' |
| Dự bị:      |    |                     |       |     |
| GK          | 1  | Martin Dúbravka     |       |     |
| DF          | 13 | Matt Targett        |       |     |
| DF          | 17 | Emil Krafth         |       | 90' |
| MF          | 28 | Joe Willock         |       | 81' |
| MF          | 36 | Sean Longstaff      |       |     |
| MF          | 67 | Lewis Miley         |       |     |
| FW          | 9  | Callum Wilson       |       | 81' |
| FW          | 18 | William Osula       |       |     |
| FW          | 78 | Sean Neave          |       |     |
| HLV trưởng: |    |                     |       |     |
| Eddie Howe  |    |                     |       |     |

| Cầu thủ xuất sắc nhất trận: Dan Burn (Newcastle United) Trợ lý trọng tài: Eddie Smart Nick Greenhalgh Trọng tài thứ tư: Darren England Trọng tài dự bị: Steve Meredith Trọng tài VAR: Stuart Attwell Trợ lý trọng tài VAR: Sian Massey-Ellis | Luật thi đấu: - 90 phút - 30 phút hiệp phụ nếu có - Loạt sút luân lưu nếu tỉ số hòa - 9 cầu thủ dự bị mỗi đội - Tối đa 5 lượt thay người, với lượt thứ sáu trong hiệp phụ |

## Thông số trận đấu
| Thông số trận đấu    | Liverpool | Newcastle United |
| -------------------- | --------- | ---------------- |
| Tổng số cú sút       | 7         | 17               |
| Cú sút trúng đích    | 2         | 6                |
| Tỉ lệ kiểm soát bóng | 66%       | 34%              |
| Phạt góc             | 4         | 9                |
| Việt vị              | 2         | 2                |
| Số lần phạm lỗi      | 14        | 10               |
| Thẻ vàng             | 1         | 2                |
| Thẻ đỏ               | 0         | 0                |